# Vidskepelse

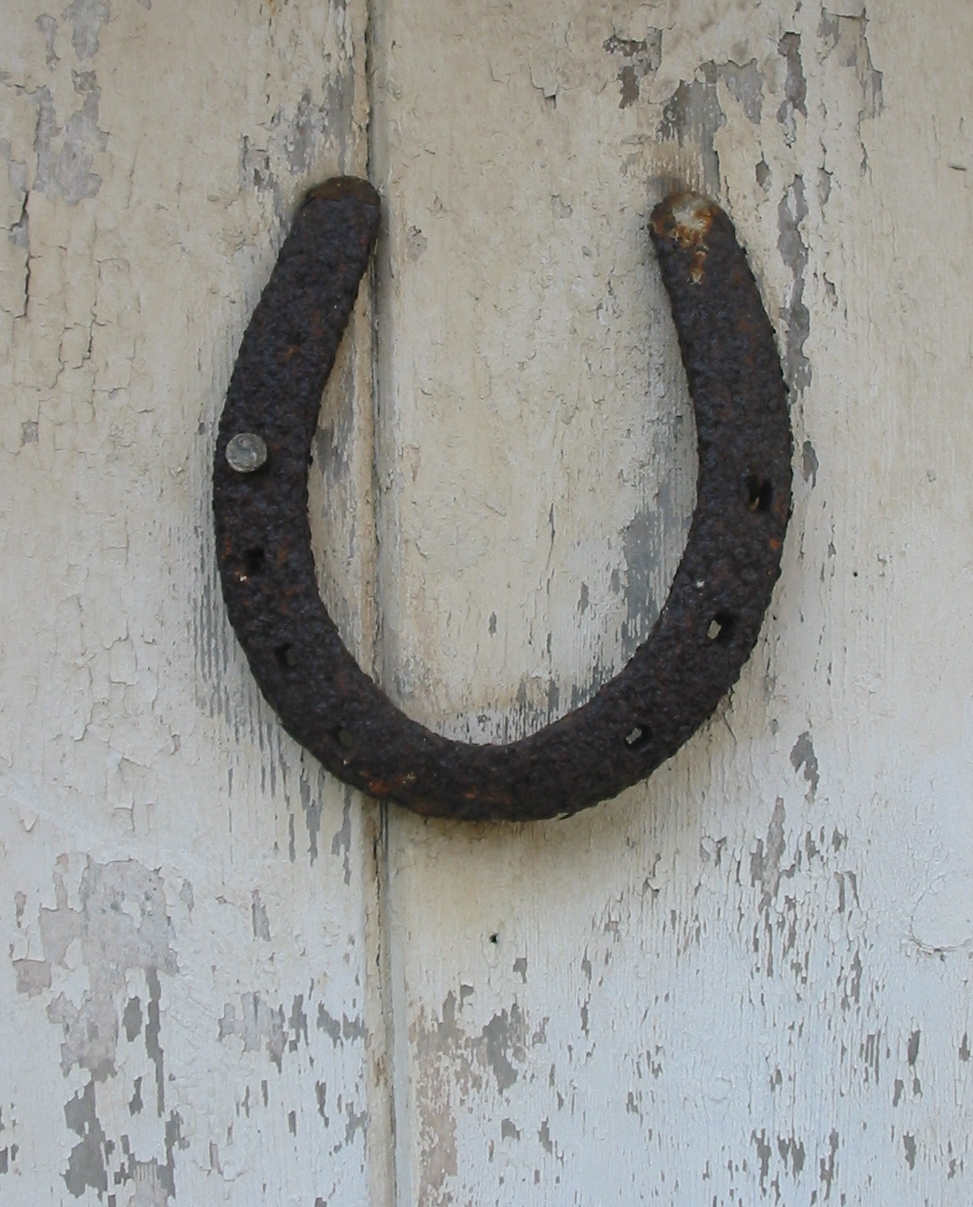
En hästsko sägs föra tur med sig.

Vidskepelse eller övertro med mera är en tankevilla om verklighetens beskaffenhet som inte baserar sig på kunskap eller förnuft. Den kan ses som en sofistikerad form av skrock eller en osofistikerad form av esoterism. Tre synonyma och delvis överlappande uttryck på svenska bäddar inte för en heltäckande definition. I begreppet vidskepelse kan även inbegripas misstro mot vetenskaplig rationalitet och vetenskaplig metod. Dessa förhållanden uppvisar stor regional variation och generella trender är inte givna. Begreppet undviks numera enligt Nationalencyklopedin i vetenskapliga diskurser eftersom det kan anses som nedsättande.
Vidskepelse har ofta ställts emot den i en viss kultur rådande religiösa uppfattningen, så att uppfattningar, vanor eller riter som inte har grund i den etablerade religionen i ett samhälle, alternativt som har grund i den etablerade religionen men som av omgivningen anses som "överdrivna", har kommit att klassas som vidskepelse. Att få etiketten vidskeplig betraktas därför ibland som nedsättande. Ovidius och Titus Livius använde begreppet superstitio (jämför engelskans superstition) för att beteckna en överdriven tro på eller rädsla för magi, medan Cicero använde samma begrepp som benämning på föräldrar som ägnade sig åt överdrivna ritualer för sina nyfödda barn att försäkra sig om att dessa skulle överleva och därmed kunna begrava föräldrarna. Även grekerna under antiken ansåg att överdriven rädsla för gudar var något negativt, och de använde den nedsättande benämningen desidaimonia för att beteckna detta. Medeltidens lärda betecknade varje tro eller lära som stod i strid med kristendomen som vidskepelse. Idag är det vanligare att betrakta övertygelser som står i strid med vetenskap som vidskepelse. Många ateister och agnostiker anser att varje religion baseras på vidskepelse i någon form.

## Historik
Företeelser som idag betraktas som uttryck för vidskepelse har uråldriga anor.  Ett systematiserat uttryck tog den sig i astrologi och annan spådomskonst.

### Traditionell vidskepelse
Traditionell vidskepelse representeras i första hand av svartkonst, schamanism och kvarlevande riter eller föreställningar från religioner som tidigare varit dominerande. Ofta förlorar sådana kvarlevande riter den ursprungliga innebörd de en gång haft i samband med detta. Gamla riter kan också ta över den nya religionens symbolspråk, som till exempel när kors började användas för att driva bort onda makter istället för tidigare symboler i samband med att Europa blev kristet. 
Vidskepelse förlorar utrymme i takt med att ett vetenskapligt synsätt etableras som förklaringsmodell.

### Vidskepelse i dagens värld

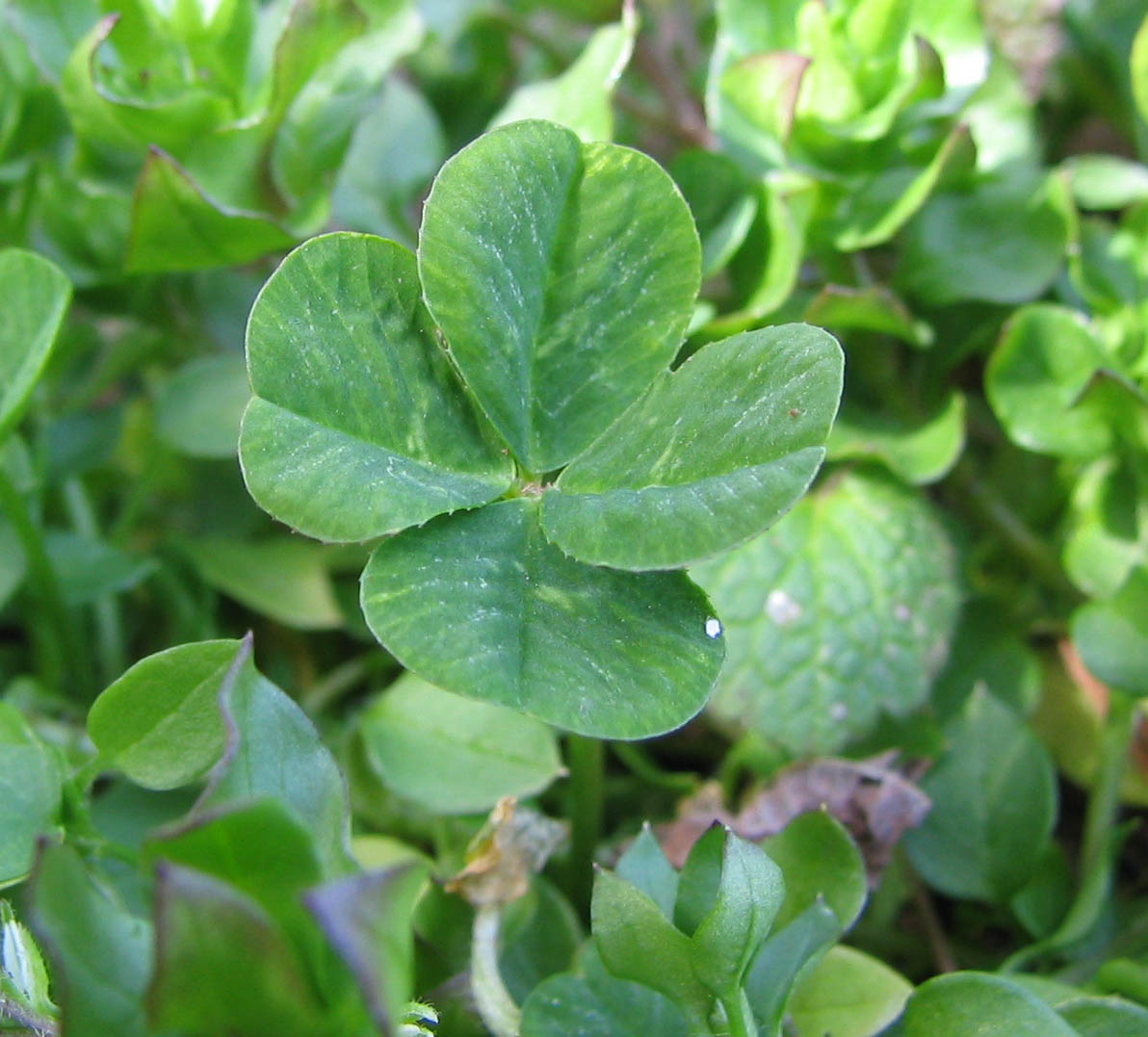
Fyrklöver

Som en för många människor eftersträvansvärd motpol till den ofullkomliga "vetenskapen" ställs allt oftare "andlighet", som i dagens samhälle inte bara kopplas till religiösa föreställningar. 
Folktrons omen om goda och dåliga händelser är en vidskepelse som också lever kvar. Andra företeelser som också ofta tas som exempel på vidskepelse, och som är mer eller mindre utbredda, är tron på andeskådning och tydning av stjärntecken. Forskningens grundhållning är föga förstådd inom stora delar av befolkningarna, även i de västliga demokratierna.
Det är inte heller troligt att till exempel japanen i gemen skulle uppfatta omdömet vidskepelse, meishin (迷信) om kami som nedsättande. Även där finns nyandliga sekter som skulle opponera sig, till exempel Tenrikyo. Där liksom i många andra kulturer är åsikten varken helt grundlös eller falsk.

#### Skrock
Folklore och folktro innehåller ofta element av skrock, som är föreställningar om att vissa vardagliga händelser kan ha övernaturlig effekt. Uttrycket används ofta nedsättande. Många skrockfulla idéer går ut på att vissa beteenden eller möten skulle påverka vädret, ge tur eller otur och då särskilt inom sjöfart, jakt, fiske och jordbruk. Inom det vardagliga livet har särskilda tillvägagångssätt rönt en stor betydelse, liksom att vara uppmärksam och spåra tydor i sin omgivning, såsom talmagi.

## Motrörelser
Ett flertal rörelser och organisationer uppger att de försöker motarbeta vidskepelse, även om de ofta definierar vidskepelse på olika sätt, vilket gör att deras konkreta mål delvis inte stämmer överens. Exempelvis strävar den svenska sekulärhumanistiska organisationen Humanisterna och internationella International Humanist and Ethical Union (IHEU) för att främja en rationell livssyn fri från all form av vidskepelse. Samtidigt arbetar även Romersk-katolska kyrkan mot vidskepelse, som man tar avstånd från i sin katekes. Katolska kyrkan definierar vidskepelse annorlunda än Humanisterna, och Martin Luther tog också avstånd från vidskepelse, med vilket han till stor del avsåg påvedömet. Att olika organisationer eller företrädare för olika organisationer eller samfund vid ett ytligt betraktande säger sig samtliga söka motverka vidskepelse innebär alltså inte att de alls definierar det de motverkar på samma sätt.
Den i Sverige baserade Föreningen Vetenskap och Folkbildning (VoF) är en partipolitiskt och religiöst oberoende organisation som bildades 1982 och har som syfte att främja folkbildning om vetenskapliga metoder och resultat. Föreningen brukar även dela ut den negativa utmärkelsen Årets förvillare. VoF ingår i ett internationellt nätverk av organisationer, vanligen kallat skeptikerrörelsen.
2002 bildades i Sverige föreningen Vetenskap & Allmänhet (VA) med de stora folkbildningsorganisationerna som kärna. Den har sitt kansli hos Kungliga Ingenjörsvetenskapsakademien, IVA. Ordförande är förra vice statsministern Lena Hjelm-Wallén. VA tog snabbt initiativet att kartlägga allmänhetens syn på vetenskap och forskning. Angående graden av vidskeplighet visade det sig att 26 procent av ungdomarna bedömer parapsykologi som i högsta grad vetenskapligt (4 eller 5 på en skala 1-5). 28 procent avger samma omdöme om astrologi, vilket även 23 procent av Miljöpartiets väljare ansåg.